# Schloss Teleborg
Das Schloss Teleborg (schwedisch: Teleborgs slott) liegt bei Växjö im Bezirk Kronobergs län in der Region Småland in Schweden.

## Lage
Das Schloss liegt direkt am See Trummen und gegenüber dem Campus der Universität Växjö circa 5 Kilometer südlich vom Stadtzentrum.

## Geschichte
Der Name des Schlosses stammt von einem der größten Dörfer im Süden Växjös, das früher Telestad hieß. Das schwedische Wort borg bedeutet dabei Schloss oder Burg. Um 1800 wurde das Dorf nach einer Gebietsreform nach dem zu dieser Zeit erbauten Schloss ebenfalls Teleborg genannt.
Der Erbauer, Graf Gustav Fredrik Bonde, ließ das Schloss um das Jahr 1900 für seine Frau Anna Koskull als Hochzeitsgeschenk errichten. Inspiriert wurde die Gestaltung des Bauwerkes durch die mittelalterlichen Schlösser des Rheintales.
Die Stadt Växjö erstand das Anwesen Teleborg im Jahre 1964 für 3,7 Millionen schwedische Kronen.

## Nutzung
Heute dient das Schloss der Stadt Växjö als Tagungsort für Versammlungen, Kongresse und andere repräsentative Zwecke.
Das Schloss wird zeitweise komplett oder auch teilweise im Hotelbetrieb vermietet und es finden verschiedene Ereignisse wie zum Beispiel Weihnachtsbankette in den Räumlichkeiten statt.
Das Schloss kann meist sonntags im Rahmen eines Tages der offenen Tür besichtigt werden.
In den Gebäuden der ehemaligen Stallungen des Schlosses existiert heute eine studentische Gaststätte und Diskothek unter dem Namen "Slottsstallarna", meist kurz "Stallarna" (Schlossstallungen, Stallungen).